# جیانگ جین
جیانگ جین (انگلیسی: Jiang Jin؛ زادهٔ ۷ اکتبر ۱۹۶۸) بازیکن فوتبال اهل جمهوری خلق چین است.